# Duna (Automarke aus São José)
Duna (portugiesisch für Düne) war eine brasilianische Automarke.

## Markengeschichte
Ein Unternehmen aus São José begann 1987 mit der Produktion von Automobilen. Der Markenname lautete Duna. 1999 endete die Produktion endgültig, nachdem sie zuvor bereits einmal geruht hatte.
Es bestand keine Verbindung zur gleichnamigen Automarke Duna aus Pereiras, deren Fahrzeuge bis 1980 vertrieben wurden.

## Fahrzeuge
Im Angebot stand ein VW-Buggy. Er basierte auf dem Belfusca von Santina Veículos. An der Front befanden sich zwei große rechteckige Scheinwerfer. Hinter den vorderen Sitzen war eine Überrollvorrichtung. Fahrgestell und Motor sind nicht explizit überliefert, aber Santina Veículos verwendete luftgekühlte Vierzylinder-Boxermotoren von Volkswagen do Brasil.